# Соціальна мережа (фільм)
Соціальна мережа (англ. The Social Network) — американський кінофільм 2010 року, драма про історію створення соціальної мережі Facebook. Фільм поставлений режисером Девідом Фінчером з Джессі Айзенбергом, Ендрю Гарфілдом, Джастіном Тімберлейком, Брендою Сонг, Руні Марою, Армі Гаммером та Максом Мінгеллою у головних ролях.
Арон Соркін написав свій сценарій на основі документальної книжки Бена Мезріча «Випадкові мільйонери». Варто зазначити, що ніхто з співробітників або персоналу сайту Facebook, включаючи засновника Марка Цукерберга, не брав участі у створенні цього проєкту. Дистриб'ютором фільму стала кінокомпанія Columbia Pictures. Схвалений критиками, випуск фільму відбувся 1 жовтня 2010 року в США і протягом перших двох тижнів картина була лідером у прокаті. На екрани українських кінотеатрів фільм вийшов 21 жовтня. У жовтні 2010 року багато американських видань пророкували «Соціальній мережі» премію «Оскар» за найкращий фільм. Основним конкурентом була історична картина «Промова короля» режисера Тома Гупера.

## Сюжет
Через велику кількість головних діючих осіб дія фільму переноситься із аудиторій Гарварда до спалень гуртожитків в Пало Альто. В кадр потрапляють захоплюючі моменти народження соціальної мережі, яка скоро захопить мільйони комп'ютерів. У приймальні новонародженого з нетерпінням очікують юні революціонери. В центрі хаосу, який утворився, опиняється Марк Цукерберг (Джессі Айзенберг) — багатообіцяючий студент Гарварду, який відкриває сайт, що в один момент змінить структуру суспільства; Едуардо Саверін (Ендрю Гарфілд), який колись був найкращим другом Цукерберга й інвестував гроші в їхню справу; один із засновників порталу Napster Шон Паркер (Джастін Тімберлейк), який вивів Facebook на інвестиційних верховодів Кремнієвої Долини; і близнюки Вінклевос (Армі Гамер і Джош Пенс) — студенти Гарварду, які стверджують, що Цукерберг вкрав їхню ідею і виступають з судовим позовом на нього.
Розповідь йде від імені кожного з героїв, у кожного своя версія історії появи Facebook. У результаті вийшло багатогранне, майже голографічне зображення успіху у XXI сторіччі — підліткові фантазії і життєві реалії, які кардинальним чином від них відрізняються.
Якось у жовтні 2003 року студент Гарвардського університету Марк Цукерберг (Джессі Айзенберг) в барі посварився зі своєю дівчиною Ерікою Олбрайт (Руні Мара). Він повертається до гуртожитку і попиваючи пиво пише блог, щоб дискредитувати її. Після цього він зламує сайти гуртожитків, стягуючи звідти фотографії студенток. Тим часом, прочитавши блог Марка, до нього заходить його друг — Едуардо Саверін, питаючи, чи не може він якось допомогти товаришеві. Марк каже, що єдине, що йому допоможе — це формула для обчислення рейтингу шахістів (Рейтинг Ело, хоча в фільмі ця назва не згадується), який він хоче застосувати на сайті для визначення рейтингу студенток. Він компонує їх фотографії парами і пропонує користувачам вибрати, котра з дівчат гарніша. Сайт отримує назву Facemash і відразу набуває чималої популярності (при цьому вщент руйнуючи всю університетську соціальну мережу і стимулює осуд у зв'язку із жінконенависницьким підтекстом). Марка звинувачують у всіх смертних гріхах: створенні сайту, несанкціонованому вторгненні на територію університету в позаурочний час, порушенні закону про авторське право і порушенні закону про приватне життя. Саме в цей момент у юнака виникає ідея створення сайту Facebook. Незабаром Марк відкриває сайт thefacebook.com, який переходить з одного монітора Гарварду на інший, із найстарших університетів Нової Англії до Кремнієвої Долини, а потім поширюється на увесь світ із швидкістю лісової пожежі.
У цьому хаосі народжується конфлікт інтересів. Студенти починають з'ясовувати, хто з них має право називати себе творцем одного з ключових стовпів сучасного суспільства. Конфлікт, який перетворює друзів на непримиренних ворогів.
Щоб створити відчуття незалежної творчості, Арон Соркін і Девід Фінчер використали ретельно побудований і невзаємопов'язаний розповідний стиль, в якому не розставляються пріоритети. Замість цього історію розповідають незалежні оповідачі, кожен з яких був щиро впевнений, що знаходиться в центрі подій, і саме його спогади точно відображають картину того, що відбувалося.

## Актори
- Джессі Айзенберг — як Марк Цукерберг
- Ендрю Гарфілд — як Едуардо Саверін
- Бренда Сонг — як Крісті Лі
- Джастін Тімберлейк — як Шон Паркер
- Руні Мара — як Еріка Олбрайт
- Армі Гаммер — як Тайлер Вінклевос[en] / Камерон Вінклевос[en]
- Макс Мінгелла — як Дів'я Наренда
- Рашіда Джонс — як Мерилін Делфі[4][5]
- Джозеф Мацело — як Дастін Московіц
- Дастін Філтзімонс — як президент The Phoenix S-K Club
- Патрік Мапел — як Кріс Г'юз
- Дуглас Урбанський — як Леррі Самерс
- Воллес Ленгем — як Пітер Тіл
- Дакота Джонсон — як Амелія Ріттер
- Джош Пенс — як Тайлер Вінклевос (двійник)
- Малез Джоу — як Еліс Кантвел
- Денс Ґрейсон — як Гретхен
- Тревор Врайт — як Джош Томпсон
- Джон Гетц — як Сай
- Шелбі Янг — як K.C.

## Звукова доріжка
Музику до фільму написали Трент Резнор і Аттікус Росс. Це не перший досвід співпраці Фінчера і Резнора: фільм «Сім» починається під звуки одного з реміксів останнього, і саме Фінчер зняв кліп на його композицію Only 2005 року.
Фінчер з самого початку запропонував Резнору написати музику до фільму, проте той відхилив пропозицію з огляду на те, що тільки що одружився і закінчив виснажливе турне. Протягом кількох місяців його не покидало відчуття, що він підвів давнього товариша. Нарешті він вирішив зателефонувати Фінчерові та запропонувати свої послуги для наступних фільмів. Фінчер відповів, що, як і раніше, чекає його згоди щодо «Соціальної мережі». Після того, як Резнор і Росс приєдналися до проєкту, оптимістична спочатку музика набула значно похмурішого звучання. Свою версію хрестоматійної грігової мелодії «У печері гірського короля», яка звучить у сцені веслувальної гонки, Резнор вважає «найменш апетитною» в історії. Меланхолійно-тривожні звуки композиції «Рука прикриває синяк» (англ. Hand Covers Bruise) вітають кожного хто заходить на офіційний сайт фільму. У фінальних титрах звучить пісня гурту «Бітлз» Baby, You're a Rich Man.

## Робота над фільмом
У листопаді 2009 року Кевін Спейсі, продюсер фільму сказав, що «„Соціальна мережа“, швидше за все, буде набагато цікавіша, ніж цього чекають». Бюджет фільму — 50 млн $. Музику до фільму написав Трент Резнор.
Зйомки фільму почалися в жовтні 2009 року в Кембриджі. Деякі сцени були зняті навколо студентських містечок двох массачусетських підготовчих шкіл, Академії Філліпса та Академії Мільтона. З 2 по 4 листопада зйомки проходили на площах Кізер і Вімена в студентському містечку Гумвуда Університету Джона Гопкінса. З 16 по 22 листопада сцени фільму знімалися в Каліфорнійському державному університеті.
Кастинг розпочався в початку серпня 2009 року. Шая Лабаф та Майкл Сера претендували на роль головного персонажа фільму — Марка Цукерберга. Джессі Айзенберг був оголошений учасником проєкту у вересні 2009 року.
Ніхто з людей, що працюють у Facebook, включаючи засновника Марка Цукерберга, не брав участі в створенні фільму. Едуардо Саверін, один із співзасновників компанії, був консультантом Мезріча при роботі над книгою.

## Критичні відгуки
«Соціальна мережа» — єдиний художній фільм 2010 року, з приводу якого професійні критики англомовного світу ухвалили стовідсотково позитивний вердикт. Узагальнивши рецензії, на сайті Rotten Tomatoes був зроблений наступний висновок: «Бездоганний сценарій, дивовижна режисура, першокласна гра акторів роблять „Соціальну мережу“ захоплюючим і амбітним зразком сучасного кіномистецтва в його найкращих проявах».
Роджер Еберт у своїй рецензії високо відгукнувся про стрічку, яка спростовує поширену думку, ніби неможливо зняти хороший фільм про програміста — людину, яка розмовляє малозрозумілою для більшості інших людей мовою. «У наш час, коли діалоги сповільнюються і капцаніють на догоду дурням у залі для глядачів, діалог цього фільму летить з шаленою швидкістю та іскриться, як старі добрі фарси… Історія, яку складно переказати, знаходить ясність і захоплює всю увагу», — пише маститий кінокритик.

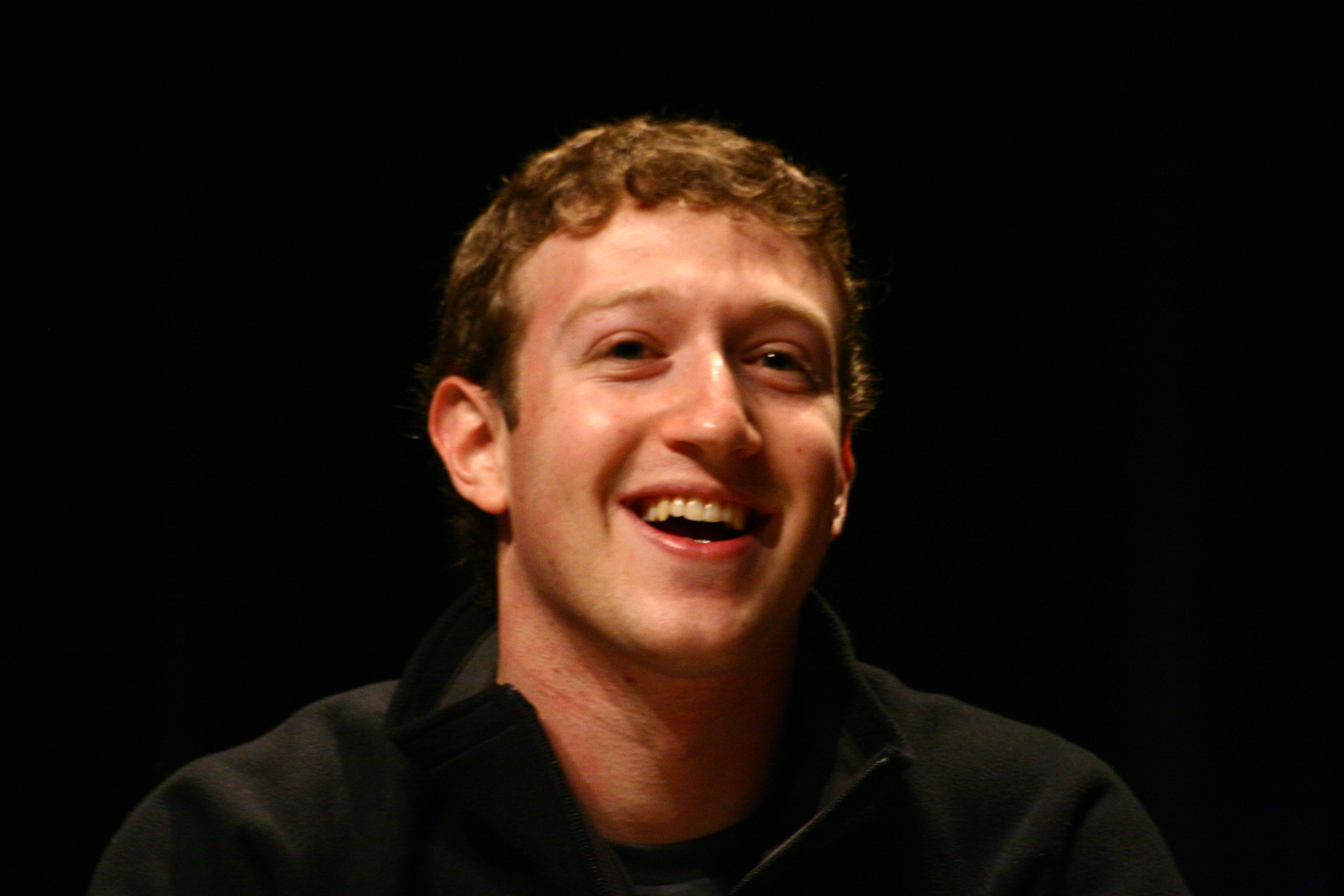
Марк Цукерберг — розробник і засновник соціальної мережі Facebook.

Пітер Треверс з журналу Rolling Stone назвав «Соціальну мережу» визначальним фільмом не тільки року, але і всього десятиліття. Він наголосив на актуальності для нинішнього покоління завершуючого фільм «образу самотнього Марка, який сидить перед мерехтливим екраном і вдає, ніби не самотній». З точки зору Треверса, сучасне перевидання фільму «Расьомон» ставить американцям, які загралися в мережі соціальними масками, невтішний діагноз — нарцисизм. Іронія в тому, що соціальна мережа народжується із стресового стану соціопата, нездатного на повноцінне спілкування з реальними людьми.
Річард Корлісс з журналу TIME трактує стрічку як коментар щодо ненормальності будь-якого генія, який настільки зациклений на своїй справі, що «не помічає маленьких людей, що трапляються на його шляху». За його словами, головний герой фільму — свого роду душевний інвалід: винаходячи сайт, який дасть йому 500 мільйонів друзів замість одного-єдиного, він уподібнюється до того безногого, який удосконалив інвалідний візок.
Лу Лумерік з журналу The New York Post, як і Корлісс, проводить паралель між трагічним честолюбством Цукерберга і головного героя класичної кінодрами «Громадянин Кейн». "Цей idiot savant нагадує такого Моцарта, якого ми бачили в фільмі «Амадей», — розмірковує Лумерік. Манола Дарджіс з The New York Times виявила в цій фігурі також відгомони персонажів класичної літератури XIX століття — таких, як бальзаківський Растиньяк. Основну відмінність Цукерберга від попередників Корлісс бачить у тому, що він «строго кажучи, не нелюдський, а пост-людяний: це ланцюжок алгоритмів і обчислень, свого роду комп'ютерна програма».

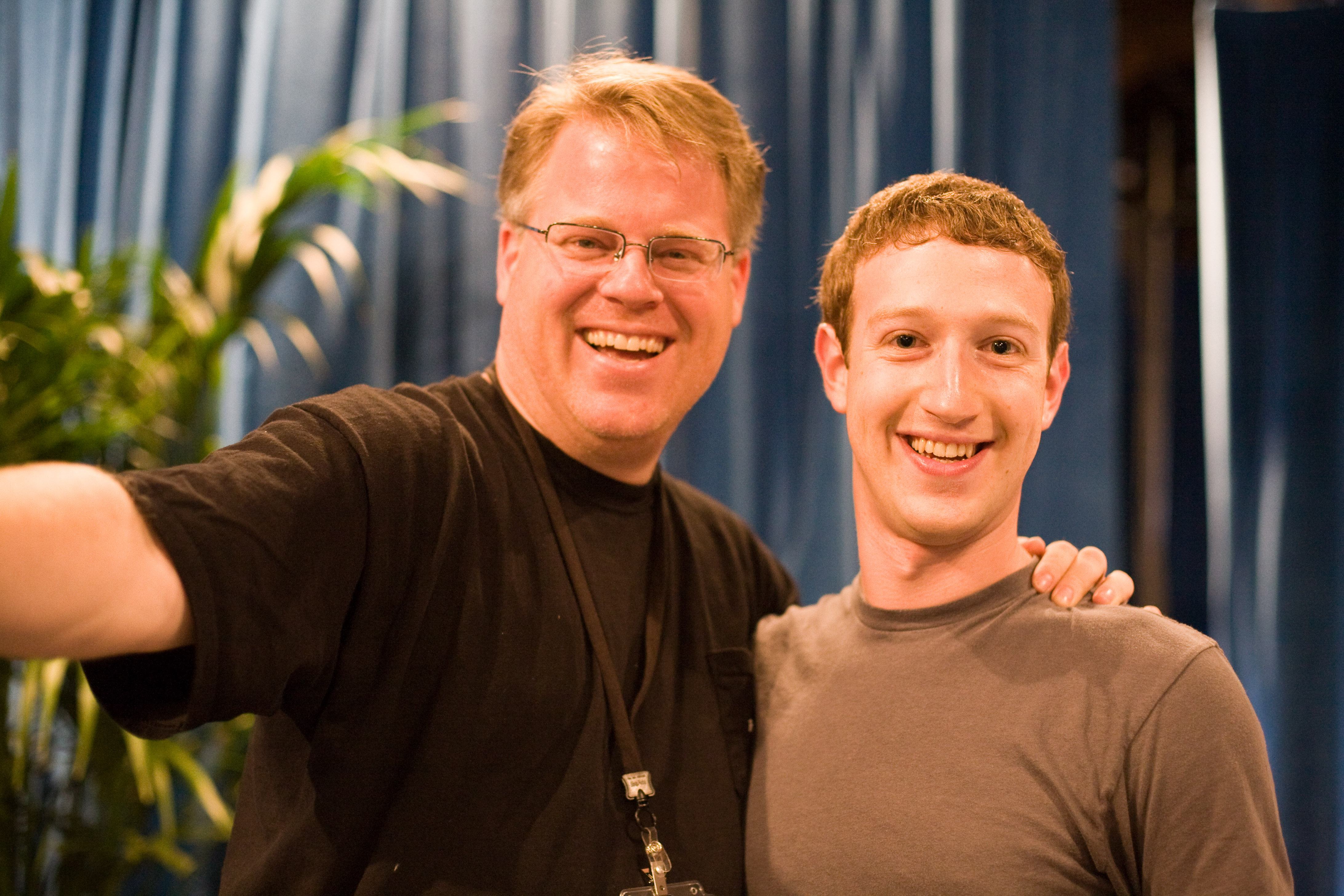
Цукерберг (праворуч) разом з Робертом Скоблом у 2008.

На сторінках The New York Times приділено увагу майстерності побудови художнього світу «Соціальної мережі»: «Важко згадати фільм, який змальовував би Гарвард в настільки похмурих тонах. Стримано-тьмяна палітра і мінімальна глибина кадру змальовують межі світу головного героя, а часте, хоча і згладжене перемикання між просторово-часовими шарами дає уявлення про швидкість, з якою він досяг успіху».
Критичніший відгук дав про фільм Джим Гоберман. Він похвалив енергію, з якою розказана перша частина історії, до зустрічі головного героя з героєм Тімберлейка, який перетягує на себе всю увагу глядацького залу. Гоберман бачить послання фільму в тому, що, хоча б і таємно від себе, кожен хоче лише бути коханим і жаданим для оточуючих, а соціальні мережі покликані компенсувати відсутність цього в реальному житті. Після того, як Цукерберг підпадає під «мефістофелівську чарівність» Паркера, мотиви його дій стають все менш зрозумілими.
Зеді Сміт вважає, що тип героя, виведений у фільмі, незабаром піде в минуле: «Коли я дивилася фільм, у глядацькому залі пролунав сміх при згадці ранньої блог-платформи Livejournal. Не можу собі уявити життя без файлів, але цілком можу собі уявити час, коли Facebook здасться нам так само безглуздим пережитком, як і Livejournal».

## Нагороди
- 2010 — Премія Асоціації кінокритиків Лос-Анджелеса:
  - за найкращу музику — Трент Резнор і Аттікус Росс
- 2011 — Золотий глобус — найкраща драма-2010[23]